# Бородин, Леонид Григорьевич
Леони́д Григо́рьевич Бороди́н (1 июля 1925 года, Лиман, Донецкая губерния — 4 февраля 2015 года, Вильнюс, Литва) — артиллерист, полковник Советской Армии, участник Великой Отечественной войны и конфликта на острове Даманский. Герой Советского Союза (1945).
В ходе Великой Отечественной войны в феврале 1945 года наводчик орудия 1137-го лёгкого артиллерийского полка 169-й лёгкой артиллерийской бригады 14-й артиллерийской дивизии 6-го артиллерийского корпуса прорыва 5-й ударной армии 1-го Белорусского фронта младший сержант Л. Г. Бородин отличился в боях за расширение плацдарма в 15 километрах к востоку от германского города Врицен.
В послевоенные годы жил и работал в Вильнюсе, и на момент своей смерти являлся единственным живущим в странах Прибалтики Героем Советского Союза.

## Биография
Родился 1 июля 1925 года в посёлке Лиман (ныне — город в Донецкой области Украины) в рабочей семье. Окончил школу № 2 в Красном Лимане.
В 16-летнем возрасте получил ранение во время рытья траншей неподалёку от Красного Лимана: школьников обстрелял немецкий самолёт. Юноша некоторое время лежал в госпитале, а затем работал там писарем.

### Участие в Великой Отечественной войне
В феврале 1943 года был призван на службу в Красную Армию Лиманским райвоенкоматом и направлен на фронт Великой Отечественной войны. 
Участвовал в боях на Юго-Западном, 3-м Украинском и 1-м Белорусском фронтах. В боях трижды был тяжело ранен, лишился двух пальцев на правой руке.
К февралю 1945 года младший сержант Леонид Бородин был наводчиком орудия 1137-го лёгкого артиллерийского полка 169-й лёгкой артиллерийской бригады 14-й артиллерийской дивизии 6-го артиллерийского корпуса прорыва 5-й ударной армии 1-го Белорусского фронта. Отличился во время боёв в Германии.
В январе 1945 года Бородин был награждён медалью «За отвагу»: с помощью гранат и бутылок с зажигательной смесью он подбил немецкий танк и уничтожил его экипаж.
5 февраля 1945 года Бородин участвовал в бою за расширение плацдарма в районе населённого пункта Ортвиг в 15 километрах к востоку от германского города Врицен. Отражая контратаку противника, Бородин лично подбил 2 танка и 1 бронетранспортёр врага. 6 февраля во время отражения очередной вражеской контратаки получил тяжёлое ранение, однако поля боя не покинул, подбив ещё 2 танка. Впоследствии Бородин рассказывал:

Немцы пытались во что бы то ни стало столкнуть нас с плацдарма. Если б им удалось выйти к берегу, форсирование Одера далось бы нашему фронту большой кровью. Два дня мы отбивались от наседающих танков и мотопехоты. От моего расчета, составленного сплошь из белорусов, в живых не осталось никого. От орудий — только мое. Я на орудии и за командира, и за наводчика.
По воспоминаниям Бородина, маршал Георгий Жуков лично наблюдал за боем и приказал представить бойца к званию Героя Советского Союза:

Я, как полагается, после всего обстановку ему доложил. А он жмет мне руку и говорит: «Молодец, сынок. Благодарю за службу.» И тут же отдал приказ: «Бородина наградить званием Героя Советского Союза, остальных — государственными наградами».
Указом Президиума Верховного Совета СССР от 31 мая 1945 года за «образцовое выполнение боевых заданий командования на фронте борьбы с немецко-фашистскими захватчиками и проявленные при этом мужество и героизм» младший сержант Леонид Бородин был удостоен высокого звания Героя Советского Союза с вручением ордена Ленина и медали «Золотая Звезда» за номером 8821.
В апреле 1945 года был награждён орденом Красного Знамени: ранее он спас старшего лейтенанта, которого пыталась захватить немецкая разведка.

### После войны
В 1945 году вступил в ВКП(б). После окончания войны продолжил службу в Советской Армии. В 1947 году был в очередной раз ранен в бою с бежавшими из тюрьмы бандеровцами. 
В 1949 году Бородин окончил Днепропетровское артиллерийское училище, в 1965 году — Центральные артиллерийские офицерские курсы. Был военным советником в Египте. В 1969 году участвовал в боях на острове Даманский. В 1973 году в звании полковника был уволен в запас. С 1969 года проживал в Вильнюсе, до 1981 года работал на местном автопредприятии № 1 линейным контролёром.
На момент смерти являлся единственным живущим в странах Прибалтики Героем Советского Союза. Скончался 4 февраля 2015 года в Вильнюсе.

## Награды и звания
- Герой Советского Союза (Указ Президиума Верховного Совета СССР от 31 мая 1945 года, орден Ленина и медаль «Золотая Звезда» № 8821)
- Орден Красного Знамени[1]
- Орден Отечественной войны I степени (6 апреля 1985 года)[6]
- Орден Красной Звезды (30 апреля 1945 года)[7]
- Медаль «За отвагу» (19 января 1945 года)[7]
- Медаль «За боевые заслуги»
- Медаль «За взятие Берлина»[8]
- другие награды

## Оценки и мнения
Руководитель Литовской ассоциации военной истории «Забытые солдаты» Виктор Орлов:

Это был огромной души человек. Настоящий Герой. Мне посчастливилось с таким человеком лично познакомиться.